# Garbarnia Kraków
El Garbarnia Kraków es un equipo de fútbol de Polonia, asentado en el barrio histórico de Ludwinow de Cracovia. El nombre del club (que traducido al español significa curtiduría) proviene de la curtiduría de los hermanos Dluzynski, que fueron los primeros patrocinadores del club. Garbarnia actualmente juega en la V Liga, sexto nivel del sistema de ligas del fútbol polaco.

## Historia
Fundada en 1921, los mejores años de Garbarnia fueron a finales de 1920 y principios de 1930. En 1928 el equipo ascendió a la Ekstraklasa, la máxima categoría futbolística de Polonia. Al año siguiente, tras realizar una excelente temporada, terminó en el segundo puesto tras el Warta Poznań.
En 1931 Garbarnia ganó la liga polaca ante el Wisła Cracovia. Algunos de los jugadores del Garbarnia llegaron incluso a jugar en la selección nacional polaca: Otto Riesner, Karol Pazurek, Edward Madejski o Robert Gadocha fueron algunos de los jugadores del equipo que llegaron a representar los colores de la selección absoluta polaca.
En 1937, después de nueve años en la primera división, Garbarnia descendió a la I Liga. Regresaron en 1939, pero la temporada fue interrumpida por el estallido de la Segunda Guerra Mundial.
Después de la Segunda Guerra Mundial, el club encadenó varios ascensos y descensos entre la primera y la segunda división, descendiendo definitivamente a la categoría de plata en 1957. En 1971 el equipo descendió a la tercera división; desde entonces, el Garbarnia Kraków ha estado jugando en los niveles semiprofesionales del fútbol polaco.

## Palmarés
- Ekstraklasa (1): 1931